# Наталь (колония)
Колония Наталь (англ. Colony of Natal) — колония Великобритании в Южной Африке, существовавшая в период с 1843 по 1910 год. Создание колонии было провозглашено 4 мая 1843 года после того, как британское правительство присоединило бурскую Республику Наталь. 31 мая 1910 года колония была реорганизована в провинцию наряду с тремя другими британскими колониями, чтобы сформировать Южно-Африканский союз. В 1994 году, после ликвидации апартеида, провинция Наталь объединена с бантустаном Квазулу в единую провинцию Квазулу-Натал. Индийцы Южной Африки назвали его «остров Нетал» (Netaal Тапу).
Первоначально колония Наталь занимала только около половины территории от настоящей провинции. Северо-восточная граница проходила по рекам Тугела и Буффало, за которыми лежало независимое королевство зулусов. Со временем территория Наталя была увеличена путём присоединения как зулусских земель на севере, так и Восточного Грикваланда на юге.

## История
Первую попытку колонизации Наталя англичане предприняли в мае 1838 года, когда фермеры-мигранты, проживавшие в окрестностях Порта-Наталь (ныне Дурбан), с согласия англичан выпустили воззвание о владении портом. 4 декабря 1838 года 72-й горный отряд, присланный из британской Капской колонии, захватил Порт-Наталь. Впрочем, в реальности, захват порта был предпринят британской администрацией лишь для того, чтобы предотвратить создание независимой бурской республики с собственным портом. Ожесточённый конфликт между бурами и зулу, вынудил англичан эвакуировать Дурбан в канун Рождества 1839 года. В конце концов, оказавшись меж двух огней, воинственно настроенными зулусами и упорно отказывавшимися признавать независимость Республики Наталь англичанами, буры приняли британскую аннексию в 1844 году. В регион был назначен британский губернатор, в Наталь устремились переселенцы из Европы и Капской колонии. В 1860-е годы в Натале получили развитие выращивание и переработка сахарного тростника. Для фермеров и плантаторов наступили трудные времена, связанные с нехваткой рабочих, поэтому британцы стали активно привозить тысячи наёмных работников завербованных в Индии. В результате, Дурбан стал городом с самой большой концентрацией индийцев за пределами Индии.

## Правители
Ниже приведён список правителей Колонии Наталь в период с 1843 по 1910 годы.
| №                     | Фамилия                          | Срок полномочий       | Срок полномочий       | Срок полномочий | Примечание                        |
| №                     | Фамилия                          | Вступил в должность   | Покинул должность     | Дни             | Примечание                        |
| --------------------- | -------------------------------- | --------------------- | --------------------- | --------------- | --------------------------------- |
| 1                     | Генри Клоэт                      | 10 мая 1843 года      | 31 мая 1844 года      | 387             | Специальный уполномоченный        |
| Прямое управление     | Прямое управление                | 31 мая 1844 года      | 4 декабря 1845 года   | 552             |                                   |
| Лейтенант-губернаторы |                                  |                       |                       |                 |                                   |
| 1                     | Мартин Томас Уэст                | 4 декабря 1845 года   | 1 августа 1849 года   | 1336            |                                   |
| 2                     | Бенджамин Пайн                   | 19 апреля 1850 года   | 3 марта 1855 года     | 1779            | 1-й срок                          |
| 3                     | Джон Скотт                       | 5 ноября 1856 года    | 31 декабря 1864 года  | 2978            |                                   |
| 4                     | Джон Маклейн                     | 31 декабря 1864 года  | 26 июля 1865 года     | 207             |                                   |
| 5                     | Джон Уэлсли Томас                | 26 июля 1865 года     | 26 августа 1865 года  | 31              | исполняющий обязанности           |
| 6                     | Джон Джарвис Биссет              | 26 августа 1865 года  | 24 мая 1867 года      | 636             | исполняющий обязанности           |
| 7                     | Роберт Уильям Кийт               | 24 мая 1867 года      | 19 июля 1872 года     | 1883            |                                   |
| 8                     | Энтони Масгрейв                  | 19 июля 1872 года     | 30 апреля 1873 года   | 285             |                                   |
| 9                     | Томас Миллз                      | 30 апреля 1873 года   | 2 июля 1873 года      | 83              | исполняющий обязанности           |
| 10                    | Бенджамин Пайн                   | 22 июля 1873 года     | 1 апреля 1875 года    | 618             | 2-й срок                          |
| 11                    | Сэр Гарнет Джозеф Уолсли         | 1 апреля 1875 года    | 3 сентября 1875 года  | 155             | исполняющий обязанности           |
| 12                    | Сэр Генри Эрнест Гаскойн Бульвер | 3 сентября 1875 года  | 20 апреля 1880 года   | 1691            |                                   |
| 13                    | Уильям Беллэйрс                  | 20 апреля 1880 года   | 5 мая 1880 года       | 15              | исполняющий обязанности           |
| 14                    | Генри Хью Клиффорд               | 5 мая 1880 года       | 2 июля 1880 года      | 58              | исполняющий обязанности           |
| Губернаторы           |                                  |                       |                       |                 |                                   |
| 1                     | Сэр Джордж Померой Колли         | 2 июля 1880 года      | 27 февраля 1881 года  | 240             |                                   |
| 2                     | Генри Александер                 | 17 августа 1880 года  | 14 сентября 1880 года | 28              | исполняющий обязанности           |
| 3                     | Сэр Генри Эвелин Вуд             | 27 февраля 1881 года  | 3 апреля 1881 года    | 35              | исполняющий обязанности           |
| 4                     | Редверс Генри Буллер             | 3 апреля 1881 года    | 9 августа 1881 года   | 128             | исполняющий обязанности           |
| 5                     | Чарльз Буллен Хью Митчелл        | 22 декабря 1881 года  | 6 марта 1882 года     | 74              | 1-й срок, исполняющий обязанности |
| 6                     | Генри Эрнест Гаскойн Бульвер     | 6 марта 1882 года     | 23 октября 1885 года  | 1327            |                                   |
| 7                     | Сэр Артур Элибанк Хейвлок        | 18 февраля 1886 года  | 5 июня 1889 года      | 1203            |                                   |
| 8                     | Сэр Чарльз Буллен Хью Митчелл    | 1 декабря 1889 года   | 1 июля 1893 года      | 1308            | 2-й срок                          |
| 9                     | Френсис Сеймур Хейден            | 1 июля 1893 года      | 23 сентября 1893 года | 84              | исполняющий обязанности           |
| 10                    | Сэр Уолтер Хели-Хатчинсон        | 28 сентября 1893 года | 6 мая 1901 года       | 2776            |                                   |
| 11                    | Сэр Генри Эдвард Маккаллум       | 13 мая 1901 года      | 7 июня 1907 года      | 2216            |                                   |
| 12                    | Сэр Мэтью Натан                  | 2 сентября 1907 года  | 23 декабря 1909 года  | 843             |                                   |
| 13                    | Пол Сэнфорд Метьюэн              | 17 января 1910 года   | 31 мая 1910 года      | 134             |                                   |
| Премьер-министры      |                                  |                       |                       |                 |                                   |
| 1                     | Сэр Джон Робинсон                | 10 октября 1893 года  | 14 февраля 1897 года  | 1219            |                                   |
| 2                     | Гарри Эскомб                     | 15 февраля 1897 года  | 4 октября 1897 года   | 231             |                                   |
| 3                     | Сэр Генри Биннс                  | 5 октября 1897 года   | 7 июня 1899 года      | 610             |                                   |
| 4                     | Сэр Элберт Генри Хайм            | 9 июня 1899 года      | 17 августа 1899 года  | 1529            |                                   |
| 5                     | Джордж Моррис Саттон             | 18 августа 1903 года  | 16 мая 1905 года      | 637             |                                   |
| 6                     | Чарльз Джон Смайт                | 16 мая 1905 года      | 28 ноября 1906 года   | 561             |                                   |
| 7                     | Фредерик Роберт Мур              | 28 ноября 1906 года   | 28 апреля 1910 года   | 1247            |                                   |

Посты губернатора и премьер-министра колонии Наталь ликвидированы 31 мая 1910 года, когда она была реорганизована в провинцию и вступила в Южно-Африканский союз.

## Демография
Данные о численности населения по переписи 1904 года.
| Расовые группы | Количество | Доля (%) |
| Чёрные         | 904 041    | 81,53    |
| Азиаты         | 100 918    | 9,10     |
| Белые          | 97 109     | 8,75     |
| Цветные        | 6 686      | 0,60     |
| Всего          | 1 108 754  | 100,00   |